# Schlacht von Annan
Schlachten des Ersten Schottischen Unabhängigkeitskrieges

Berwick – Dunbar – Stirling Bridge – Falkirk – Roslin – Stirling Castle – Methven – Dalry – Glen Trool – Loudoun Hill – Inverurie – Brander – Perth – Bannockburn – Berwick – Berwick – Myton – Byland – Weardale
Schlachten des Zweiten Schottischen Unabhängigkeitskrieges

Kinghorn – Dupplin Moor – Annan – Berwick – Halidon Hill – Boroughmuir – Culblean – Neville’s Cross
Die Schlacht von Annan war ein Gefecht während des Zweiten Schottischen Unabhängigkeitskriegs. Am 17. Dezember 1332 überfielen Anhänger des schottischen Königs David II. den von England unterstützten Edward Balliol, der ebenfalls die Krone beanspruchte, in Annan. Balliol konnte nur knapp nach England entkommen.

## Vorgeschichte
Nach seinem Sieg in der Schlacht von Dupplin Moor und seiner Krönung zum König der Schotten im September 1332 zog Edward Balliol nach Galloway, das bis zum Ende des 13. Jahrhunderts im Besitz seines Vaters John Balliol gewesen war. Dort hatten sich Unterstützer des Hauses Balliol gegen die Herrschaft von David II. erhoben. Balliol konnte den Besitz von Galloway rasch sichern, während Andrew Murray, der anstelle des minderjährigen David II. als Guardian die Regentschaft für die Anhänger des Hauses Bruce ausübte, nicht genügend Truppen hatte, um Balliol in einer Feldschlacht zu stellen. Bei Roxburgh versuchte er vergeblich, Balliol überraschend zu stellen und gefangen zunehmen. Der Plan misslang jedoch völlig, denn Murray konnte nicht Balliol gefangen nehmen, sondern geriet selbst in die Gefangenschaft Balliols. Nach der Gefangennahme von Murray wurde Archibald Douglas neuer Guardian of Scotland. Angeblich sollen Douglas und der Earl of March nach der Gefangennahme von Murray einen bis zum 2. Februar 1333 befristeten Waffenstillstand mit Balliol geschlossen haben. Danach sollte ein schottisches Parlament entscheiden, ob David II. oder Balliol als schottischer König gelten solle.

## Überfall auf Balliols Gefolge in Annan
Balliol fühlte sich so sicher, dass er seine englischen Unterstützer entließ und nur mit kleinem Gefolge nach Annan reiste, wo er Weihnachten verbringen wollte. In Annan unterwarfen sich ihm zahlreiche Angehörige des lokalen Adels, aber auch Alexander Bruce, 1. Earl of Carrick. Die Unterwerfung eines Cousins von David II. bestärkte Balliol möglicherweise in der Annahme, dass von seinen Gegnern keine Gefahr mehr ausginge. Archibald Douglas, Simon Fraser, der Earl of Moray und andere schottische Magnaten stellten jedoch eine starke Streitmacht auf, zogen in einem Nachtmarsch nach Annan und überfielen im Morgengrauen des 17. Dezember 1332 das Anwesen, wo sich Balliol aufhielt. Offenbar erfolgte der Angriff für das Gefolge von Balliol völlig überraschend. In dem folgenden Gefecht erlitten sie schwere Verluste, unter anderem wurden Balliols Bruder Henry, Walter Comyn und John Mowbray getötet. Alexander Bruce wurde vom Earl of Moray erkannt und entging nur deshalb dem Tod, weil dieser ihn verschonte. Balliol selbst konnte nur knapp vor einer Gefangennahme retten. Er soll, nur halb angezogen, auf einem ungesattelten Pferd nach Carlisle geflüchtet sein.

## Folgen
Die schändliche Niederlage von Annan zerstörte den Nimbus von Balliol als Sieger von Dupplin Moor. In der Folge brach seine ungefestigte Herrschaft in Schottland rasch zusammen. Die meisten seiner Anhänger mussten nach England flüchten. In England beschloss König Eduard III. daraufhin, offen Balliol zu unterstützen. Balliol konnte mit englischer Hilfe erneut ein kleines Heer sammeln, mit dem er im März 1333 wieder die schottische Grenze überschritt und mit der Belagerung von Berwick begann.